# プラジオメネ
プラジオメネ (Plagiomene) は、新生代暁新世前期から始新世前期にかけて生息した、ヒヨケザルに近縁な絶滅属。ヒヨケザル目プラジオメネ科プラジオメネ亜科に属する。

## 形態
頭胴長約25cm、歯列長約3cm。現生種の切歯は櫛状の細かい筋や切れ込みが見られるが、プラジオメネのものは先端が枝分かれした形状になっており、ヒヨケザル類の初期形態であるとされた。頭蓋骨以降の化石は知られていないが、現生のヒヨケザルと同様に四肢と尾にかけて皮膜があったと推定され、これをもちいて滑空していたとされる。

## 分布
北アメリカ大陸から化石が産出。北緯80度付近にあるカナダ北部、ヌナブト準州エルズミーア島から多数発掘されている。この地層からはワニなども発見されており、当時は高緯度まで亜熱帯性の気候が広がっていた証拠の一つとされる。